# Филонов, Фёдор Андреевич
Фёдор Андре́евич Фило́нов (1 марта 1919, Рубцовский район — 18 марта 2007, Барнаул) — русский художник, график и живописец.

## Биография
Художник родился 1 марта 1919 года в селе Новоалександровка Локтевской волости Змеиногорского уезда Алтайской губернии (ныне Рубцовский район Алтайского края).
В 1930 году его семья переехала в Барнаул. Занимался рисованием в городской изостудии при 42-й барнаульской школе у педагогов С. М. Розе и А. Н. Борисова. В годы армейской службы был первый опыт живописи маслом. Участвовал в Великой Отечественной войне. Был награждён боевыми наградами. После войны работал в Алтайском отделении художественного фонда РСФСР.Награждён Почетной грамотой Администрации Алтайского края.
Много работ, подаренных художником в тех районах Алтайского края где ему приходилось работать, способствовали созданию картинных галерей в районных центрах — в Рубцовске, Волчихе, Мамонтове.
Скончался в Барнауле.

## Творчество
Член Союза художников СССР с 1961 года.
Работал во многих жанрах живописи и графики. Участник краевых, зональных, республиканских выставок с 1948 года.
За долгие творческие годы в разных городах Сибири состоялось свыше 20 персональных выставок художника.
Около тридцати работ Фёдора Филонова находятся в фондах Государственного художественного музея Алтайского края.

## Основные работы
Графика
- «Алтайская тайга»,1957,ГХМАК
- Цикл «Алтайская целина»,1959,ГХМАК
- «Степной пейзаж»,1966,ГХМАК
- «Степь»,1967,ГХМАК
- «У подножия Коргона»,1972,ГХМАК
- «На целинных землях»,1980,ГХМАК
- «Последний снежок»,1980,ГХМАК

Живопись
- «Скоро навигация»,1952,ГХМАК
- «Скалы»,1953,ГХМАК
- «У берегов Катуни»,1964.
- «Горный ручей»,1970,ГХМАК
- «Земля»,1978,ГХМАК
- «Тайга», 1978
- «Степь алтайская»,1982
- «Осенняя пора»,1983,ГХМАК
- «На маралосовхоз»,1987,ГХМАК
- «Окраина села»,1990,ГХМАК
- «Степь Алтая»,1991,ГХМАК
- «Весенний разлив»,1992
- «Весна на Алтае»,1996
- «Уборка закончена»,1998,ГХМАК
- «На Красной горе»,1999
- «У Катунского хребта»,2001,ГХМАК